# Потекаев, Николай Сергеевич
Николай Сергеевич Потекаев (17 сентября 1924, Сорочинский район, Оренбургская область, СССР — 31 октября 2021) — советский и российский дерматовенеролог, член-корреспондент АМН СССР (1988), член-корреспондент РАМН (1991), член-корреспондент РАН (2014).

## Биография
Родился 17 сентября 1924 года в деревне Ново-Самарка Сорочинского района Оренбургской области.
В 1942 году — окончил Переволоцкую среднюю школу, затем была служба в армии, учёба в Краснохолмском военном пехотное училище, которое закончил в мае 1943 года и в чине младшего лейтенанта был отравлен на Юго-Западный фронт командиром взвода противотанковых ружей. Был тяжело ранен, признан негодным к строевой службе и дальше служил в запасном полку, готовившем маршевые роты для фронта, демобилизован весной 1946 года.
В 1952 году — с отличием окончил лечебный факультет 1-го Московского медицинского института имени И. М. Сеченова, где в дальнейшем работает на кафедре кожных и венерических болезней, пройдя путь от клинического ординатора до заведующего кафедрой.
С 1989 года — профессор этой же кафедры.
С 1990 по 2000 годы — одновременно работал профессором факультета фундаментальной медицины МГУ.
С 1978 по 1998 годы — главный дерматолог Четвёртого главного управления при МЗ СССР (сейчас это — Медицинский центр Управления делами Президента РФ).
В 1988 году — избран членом-корреспондентом АМН СССР, в 1992 году — стал членом-корреспондентом РАМН, в 2014 году — стал членом-корреспондентом РАН (в рамках присоединения РАМН и РАСХН к РАН).
В последнее время работал в Московском научно-практическом центре дерматовенерологии и косметологии Департамента здравоохранения города Москвы.
Скончался 31 октября 2021 года.

## Научная деятельность
Специалист в области дерматовенерологических болезней.
Автор свыше 400 научных трудов, в том числе книги, монографии, методические рекомендации, учебные пособия, руководства и справочники.
Впервые описал сочетания язвенного красного плоского лишая, сахарного диабета и гипертонической болезни (синдром Гриншпана-Потекаева); язвенного рецидивирующего герпеса; острой и лихенифицированной руброфитии; инфильтративно-опухолевого и меланодермического ретикулеза кожи; лепроподобного саркоидоза; шанкриформного ангиита; трещевидного дерматита пожилых; выделил совместно с М. А. Пальцевым (патогистологическое обоснование) синдром — приобретенный буллезный эпидермолиз и тромбоцитопения — от воздействия сульфидно-спиртовой барды и совместно с Ю. В. Постновым (патогистологическое подтверждение) лимфоцитомаподобный лейшманиоз кожи.
Первый в России клинически выявил больных злокачественным папулезом Дегоса, феогифомикозом и СПИДом (в 1984 году у коренного жителя Африки, а в 1987 года у соотечественника).
Первым в мировой практике применил экстракорпоральный метод (гемодиализ) при тяжелых дерматозах, а затем разработал использование при них плазмафереза и гипербарической оксигенации; внедрил в практику лечения болезни Лайма российский препарат «Ампиокс»; разработал метод терапии истинной пузырчатки без пожизненного приема кортикостероидных гормонов.
Инициатор лечения в России лимфом кожи и саркомы Капоши электронными лучами и сифилиса нервной системы на фоне ВИЧ-инфекции и у иммунокомпетентных лиц высокими дозами пенициллина.
Организатор (начиная с 1984 года) конференций памяти своего учителя члена-корреспондента АМН СССР Виктора Александровича Рахманова, которые проводятся ежегодно и известны как «Рахмановские чтения».

## Награды
- Орден Отечественной войны II степени (1985)[4]
- Премия Совета Министров СССР (1984) — за научные достижения в области вирусных дерматозов удостоен
- Заслуженный профессор ММА имени И. М. Сеченова